# Baltej Dhillon
Baltej Singh Dhillon, souvent abrégé Baltej Dhillon, né le 13 novembre 1966 en Malaisie, est un policier et homme politique canadien, sénateur de Colombie-Britannique depuis février 2025.

## Affaire Baltej Dhillon et carrière
Né le 13 novembre 1966, Baltej Dhillon émigre en Colombie-Britannique depuis la Malaisie en 1983, à l'âge de 16 ans. Il étudie la criminologie et réussit les examens pour entrer dans la Gendarmerie royale du Canada en 1988. De religion sikhe, il souhaite porter le turban plutôt que le chapeau ou du stetson faisant partie de l'uniforme classique, il souhaite également porter la barbe alors que le code implique que les agents soient rasés. Ne renonçant ni à son ambition, ni à sa religion, il dépose une requête pour faire évoluer le règlement. Sa demande crée un débat national sur les accommodements religieux, mais l'année suivante le code est modifié pour permettre aux sikhs de servir le drapeau, Dhillon entre donc dans la gendarmerie et devient officier de la police montée.
Après sa formation à Regina, il travaille dans diverses affaires dans sa province d'origine, notamment en tant que spécialiste des interrogatoires et des tests polygraphiques. En 1985, il participe également à l'enquête sur l'attentat à la bombe du Vol Air India 182. En 2016, il est nommé inspecteur chargé du programme « Préparation et interventions opérationnelles  » de la force. Il prend sa retraite de la GRC en 2019 après 30 ans de service, mais continue de travailler dans le maintien de l'ordre, en entrant œuvrant notamment dans l'action antigang au sein des forces spéciales combinées de la Colombie-Britannique.
Il est titulaire de doctorats honorifiques en droit de l'Université McMaster et de l'Université polytechnique Kwantlen (en).

## Carrière politique
En 2024, il se lance en politique avec le Nouveau Parti démocratique de la Colombie-Britannique à l'occasion des élections générales de la province. Candidat dans Surrey-Serpentine River, il échoue de peu face à Linda Hepner, ex-mairesse de la ville,.
Le 7 février 2025, il est nommé par la gouverneure générale du Canada Mary Simon, sur avis du premier ministre du Canada Justin Trudeau, comme sénateur non-affilié de Colombie Britannique.